# Frank Ifield
Francis "Frank" Ifield, född 30 november 1937 i Coventry, West Midlands av australiska föräldrar, död 18 maj 2024 i Sydney, New South Wales, var en brittisk-australisk sångare, som hade ett flertal hits i början av 1960-talet.

## Diskografi (urval)
Album
- 1959 – Yours Sincerely
- 1962 – I'll Remember You
- 1963 – Frank Ifield
- 1963 – Born Free
- 1964 – Blue Skies
- 1964 – Frank Ifield's Greatest Hits
- 1965 – Portrait in Song
- 1965 – Up Jumped a Swagman
- 1966 – Frank Ifield's Tale of Two Cities
- 1975 – Joanne

Singlar (topp 25 på UK Singles Chart)
- 1960 – "Lucky Devil" (#22)
- 1962 – "I Remember You" (#1)
- 1962 – "Lovesick Blues" (#1)
- 1963 – "The Wayward Wind" (#1)
- 1963 – "Nobody's Darlin' but Mine" (#4)
- 1963 – "Confessin' (That I Love You)" (#1)
- 1963 – "Mule Train" (#22)
- 1964 – "Don't Blame Me" (#8)
- 1964 – "Angry at the Big Oak Tree" (#25)
- 1964 – "Summer Is Over" (#25)
- 1966 – "No One Will Ever Know" (#25)
- 1966 – "Call Her Your Sweetheart" (#24)